# Вулиця Глібова (Львів)
Ву́лиця Глі́бова — вулиця у Галицькому районі міста Львова, в місцевості Цитадель. Сполучає вулиці Драгоманова та Каліча Гора. Прилучається вулиця Поповича.

## Історія
На мапі Львова 1766 року сучасна вулиця Глібова показана як дорога, що проходить між приватними садибами з городами на схилах Калічої гори. Сама ж вулиця утворилася під час «глобального» впорядкування Львова на початку «ери» місцевого самоврядування. Від 1860 року відома, як Гончарська бічна. 1871 року перейменована на Голубину через те що невеликі вілли, якими тоді була переважно забудована ця вулиця, нагадували голуб'ятник. 1906 року отримала назву Хмельовського, на честь польського літератора Петра Хмельовського, що мешкав у віллі «Палатин» (нині — вул. Глібова, 12). Під час німецької окупації, від грудня 1941 року вулиця мала назву — Гохштрассе. У повоєнні часи вулиці не надовго повернули передвоєнну назву і вже 1945 року вулиця отримала сучасну назву — Глібова, на честь українського письменника, поета, байкаря та громадського діяча Леоніда Глібова.

## Забудова
Початково вулиця Глібова була забудована невеликими одноповерховими садибами. Типовим представником цієї забудови є будинок під № 17, що зберігся до наших днів. У 1890—1898 роках на заміну садибній забудові вулиці були зведені будівлі на зразок французької палацової архітектури XVII століття, де переважають архітектурні стилі — класицизм, конструктивізм та історизм. Більшість будинків на вулиці внесено до реєстру пам'яток архітектури місцевого значення м. Львова.
№ 2 — кам'яниця, на розі сучасних вулиць Глібова та Драгоманова, споруджена у 1906 році за проєктом відомого польського архітектора Тадея Обмінського в стилі сецесії на замовлення Г. Бріха. Автором ліпного декору будівлі був скульптор Теобальд Оркасевич. Будинок багато прикрашений рослинним орнаментом, парапети балконів виконані у вигляді стільників, пілястри завершуються зображенням бджоли. Вхід у будинок декорований квітами соняшника. Будинок внесений до реєстру пам'яток архітектури місцевого значення під охоронним № 570-м.
У 1910 році тут мешкав Маріан Смолюховський — професор кафедри теоретичної фізики Львівського університету, один з творців сучасної статистичної фізики, теорії коагуляції (злипання) частинок, теорії броунівського руху, співавтор рівняння Ейнштейна-Смолюховського. Наприкінці 1940-х роках цю адресу мав кореспондентський пункт газети «Сталінське плем'я».
№ 3, 5 — колишні чиншові кам'яниці Нухіма Грюнсберга, споруджені у 1897—1898 роках за проєктом львівського архітектора Юліана Цибульського та прикрашено маскароном із зображенням голови лева між вікнами третього поверху, а в круглому медальйоні з янголятками вказано рік будівництва кам'яниці — 1898. Будинки внесені до реєстру пам'яток архітектури місцевого значення під охоронними № 571-м та № 573-м відповідно.
У будинку під № 3, орієнтовно, у 1907—1913 роках містився інтернат ім. Адама Міцкевича для учнів львівських шкіл, нині цю адресу має львівська обласна німецька молодіжна організація «Дойче югенд», а в будинку під № 5 у 1936—1939 роках мешкав Юзеф Кофлер — польський композитор-авангардист, музикознавець і викладач музики. Відомий тим, що був першим польським композитором, який використав техніку додекафонії.
№ 4 — на початку 1900-х років у цьому будинку мешкав польський історик і письменник Францішек Равіта-Ґавронський. Будинок внесений до реєстру пам'яток архітектури місцевого значення під охоронним № 572-м.
№ 6 — у цьому будинку наприкінці 1890-х років мешкав відомий польський художник Тадеуш Попель, був співавтором ряду панорам, зокрема, Рацлавицької та панорами битви під Грюнвальдом. У 1930-х роках тут містилася канцелярія Генрика Фогельфангера, відомого як «Тонцьо» — ведучого популярної передачі тогочасного львівського радіо «На веселій львівській хвилі», партнером по ефіру якого був Казимир Вайда або ж «Щепко».
№ 8 — кам'яниця споруджена наприкінці XIX століття.
№ 9 — колишня кам'яниця львівського архітектора Юліана Цибульського, споруджена за його власним проєктом у 1896—1898 роках. Попередницею кам'яниці Цибульського був невеличкий садибний будинок, у якому Іван Франко з дружиною Ольгою Хоружинською у 1886—1887 роках знімали житло. Це була перша квартира, у якій оселилося молоде подружжя. Висока орендна плата та несприятливі побутові умови змусили подружжя переїхати до іншого помешкання.
Тут у 1912—1918 роках містилося Генеральне консульство Німецької імперії. У 1930-х роках у цьому будинку мешкав професор Вітольд Мінкевич — видатний інженер, архітектор, педагог, ректор Львівської політехніки у 1931 році. Цю ж саму адресу у міжвоєнний період мала Асоціація польських художників. Наприкінці 1990-х роках приміщення колишнього консульства придбала німецька лютеранська церква для потреб львівської громади. Згодом у пристосованому приміщенні під № 4В відкрився молитовний зал громади Німецької лютеранської церкви, розрахований на 55 осіб. Будинок внесений до реєстру пам'яток архітектури місцевого значення під охоронним № 1587-м.
4 жовтня 2016 року, у межах проєкту «Львів дипломатичний», на фасаді будинку, на вул. Глібова, 9, міським головою Львова Андрієм Садовим та надзвичайним і повноважним послом Федеративної Республіки Німеччина в Україні Ернстом Райхелем відкрито інформаційну таблицю стосовно генерального консульства Німецької імперії, яке працювало тут у 1912—1918 роках.
№ 9а — житловий будинок. Будинок внесений до реєстру пам'яток архітектури місцевого значення під охоронними № 574-м.
№ 10 — кам'яниця споруджена у 1890-х роках за проєктом Юліана Цибульського, з бічними ризалітами, вирізняється нетинькованою охристою цеглою на стінах другого та третього поверхів. Будинок внесений до реєстру пам'яток архітектури місцевого значення під охоронним № 575-м.
№ 11 — у кам'яниці на початку 1900-х роках ще до побудови власної вілли на сучасній вулиці Глінки, будинок 1-А, мешкав віце-президент львівського апеляційного суду Ян Дилевський. У 1910—1930-х роках тут мешкав професор права Антоній Верещинський — ректор Львівської політехніки у 1939—1940 роках. Тут у помешканні № 5 дитячі роки провів Станіслав Чурук — колишній вояк АК, автор спогадів про Львів.
№ 12 — двоповерховий будинок з еклектичною вежею або Вілла «Палатин» (первісна назва — «Затишок»), споруджений 1875 року за проєктом будівничого Едмунда Кьолера в стилі раннього модерну на замовлення Владислава Чарновського. 1889 року власницею будинку стала Олімпія Вишинська. 3 липня 1893 року був затверджений проект перебудови, що його розробив на замовлення власниці кам'яниці відомий львівський архітектор Альфред Каменобродський. Будинок був розширений: добудовані дві наріжні вежі, а також західна частина. Стилістика вирішення фасадів збереглася та доповнилася застосуванням декоративних стилізованих неоготичних елементів. Назву вілли змінено на «Палатин». Вілла також оздоблена медальйонами із зображенням польських королів з відповідними підписами. Будинок внесений до реєстру пам'яток архітектури місцевого значення під охоронним № 722-м.
Тут у 1910—1915 роках мешкав президент міста Львова Тадеуш Рутовський. Протягом XX століття власниками вілли у різні роки були відомі на той час львів'яни — Ян Сільніцький, Леопольд Ходацький, Ян Ева, Афнер та Ґустава Гесселі. Нині — звичайний житловий будинок, розпланований для проживання кількох сімей.
№ 15 — колишня кам'яниця львівського архітектора Юліана Цибульського, споруджена 1890 року. Близький за формами до французького бароко. Проєкт експонувався на будівельній виставці 1892 року. Двері, що ведуть на внутрішнє подвір'я прикрашені кольоровим склом з орнаментом. Будинок внесений до реєстру пам'яток архітектури місцевого значення під охоронним № 723-м.
Між 1908 та 1944 роками тут мешкали український композитор та педагог Анатоль Вахнянин, голова НТШ Кирило Студинський та співзасновник організації «Пласт» Олександр Тисовський, а у 1943—1983 роках у кам'яниці мешкав український композитор, народний артист України Анатолій Кос-Анатольський. За часів незалежності відомим мешканцям на фасаді будинку встановлено пам'ятні таблиці.
У внутрішньому подвір'ї будинку розташована невеличка прибудова — одноповерховий будиночок, у якому нині міститься дитяча фотостудія «Хованка».
№ 17 — на початку XX століття в будинку містилася школа співу Г. Пожановської, пізніше — правління фірми «Синдикат килимарський».
У цьому будинку прожив останні роки життя відомий український історик, археолог, дослідник городищ княжої доби Львова, Судової Вишні та Звенигорода Олексій Ратич.

Світлини вуличної забудови
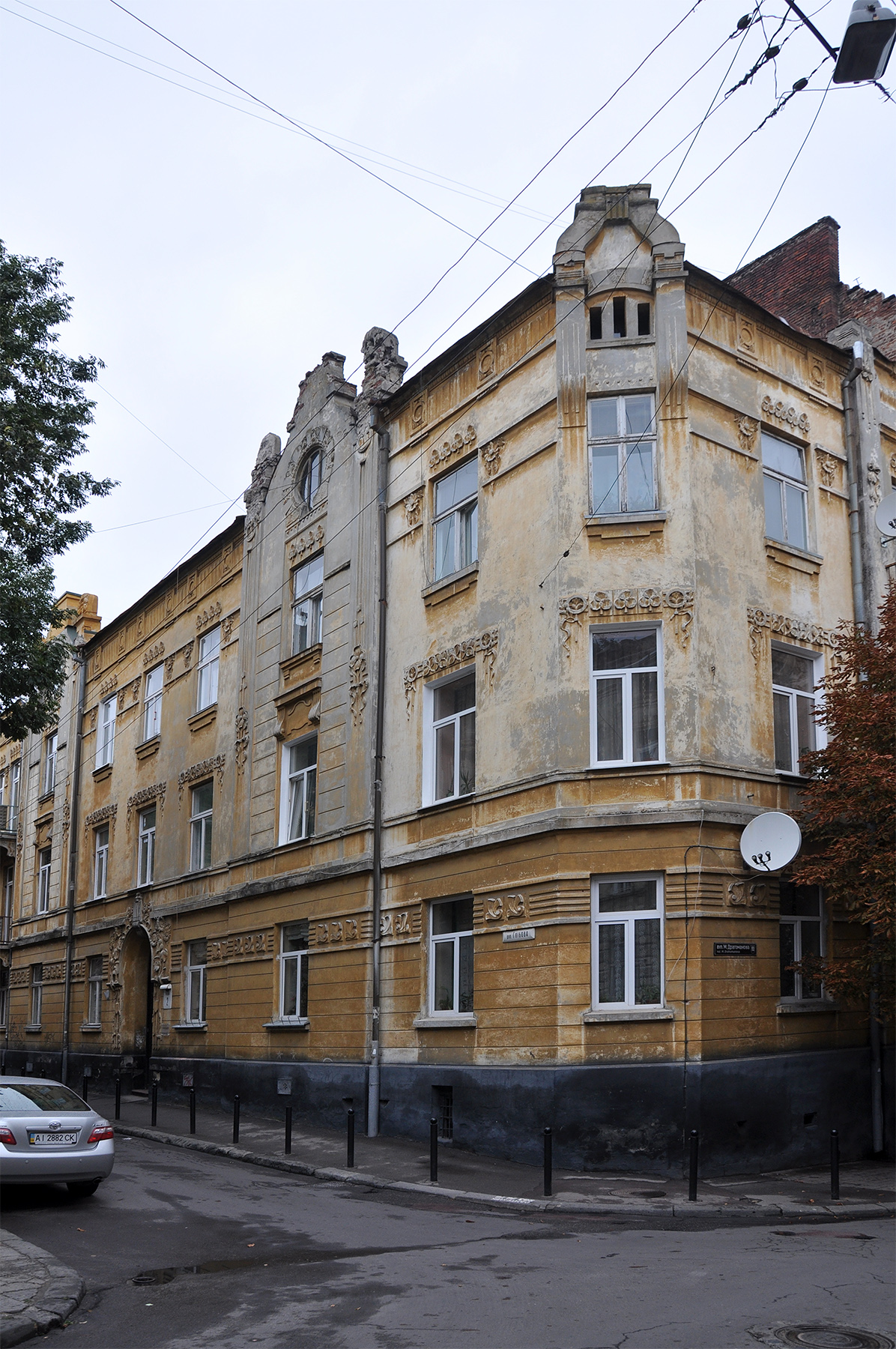
Будинок № 2
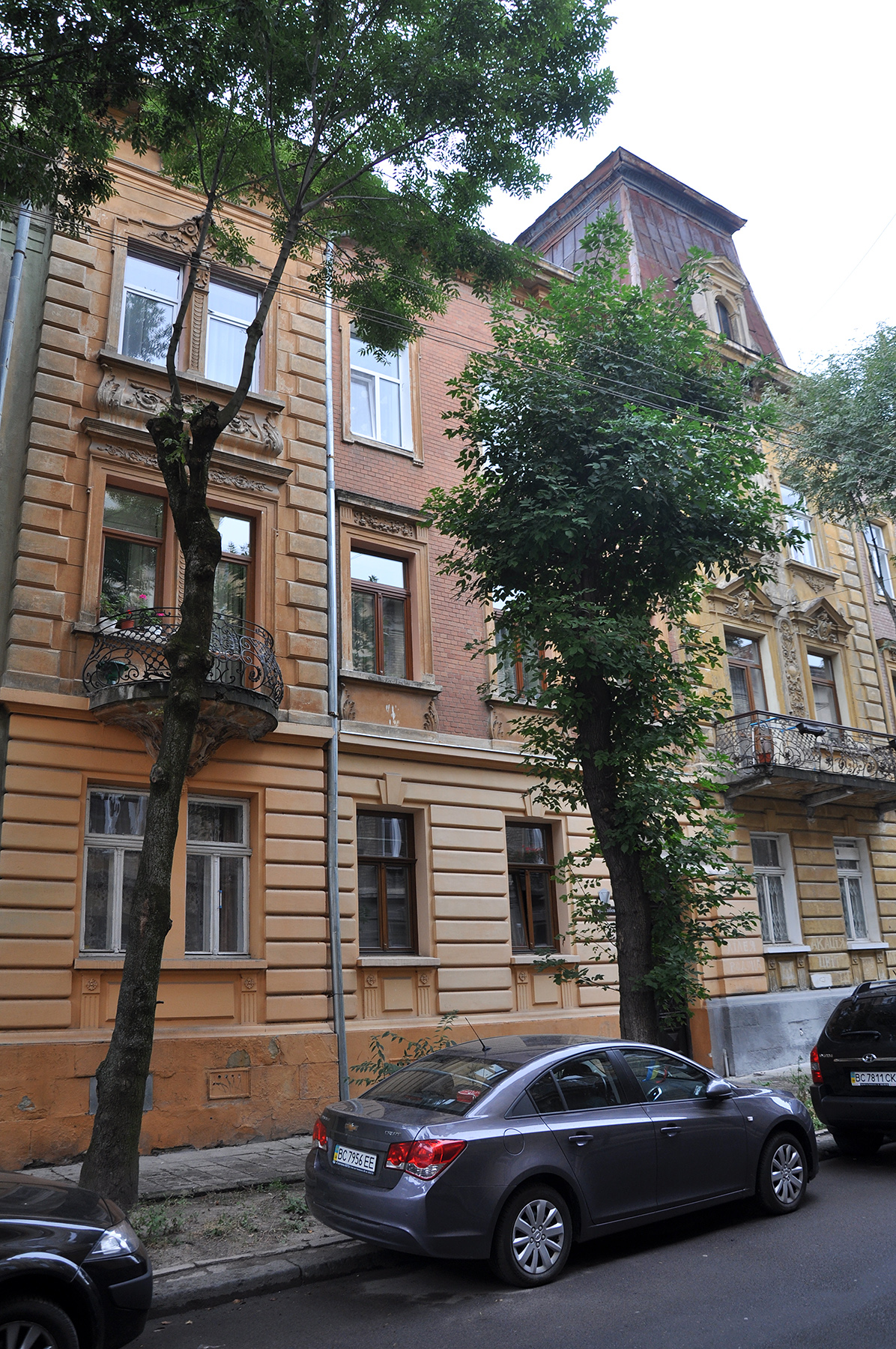
Будинок № 3
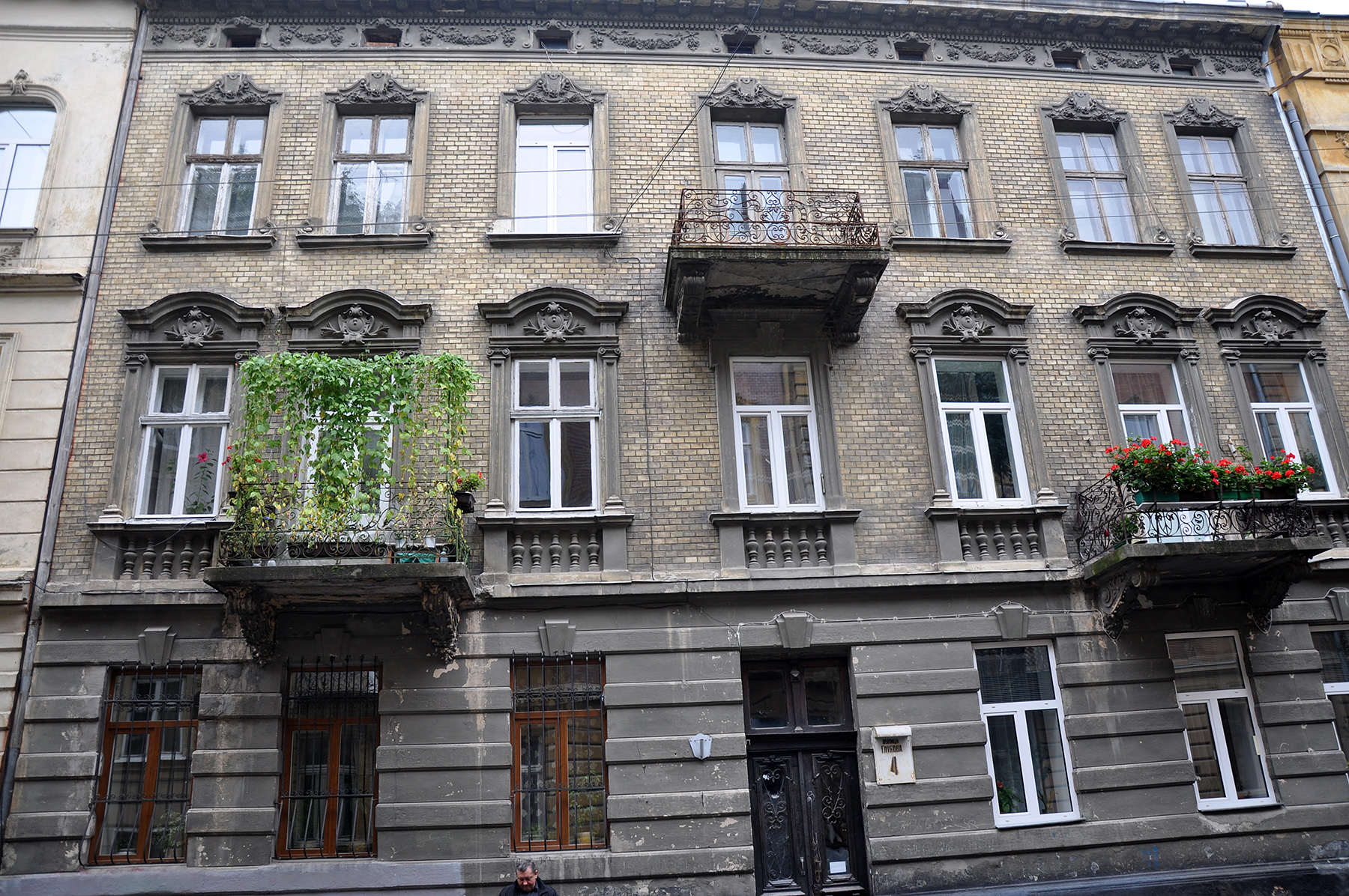
Будинок № 4
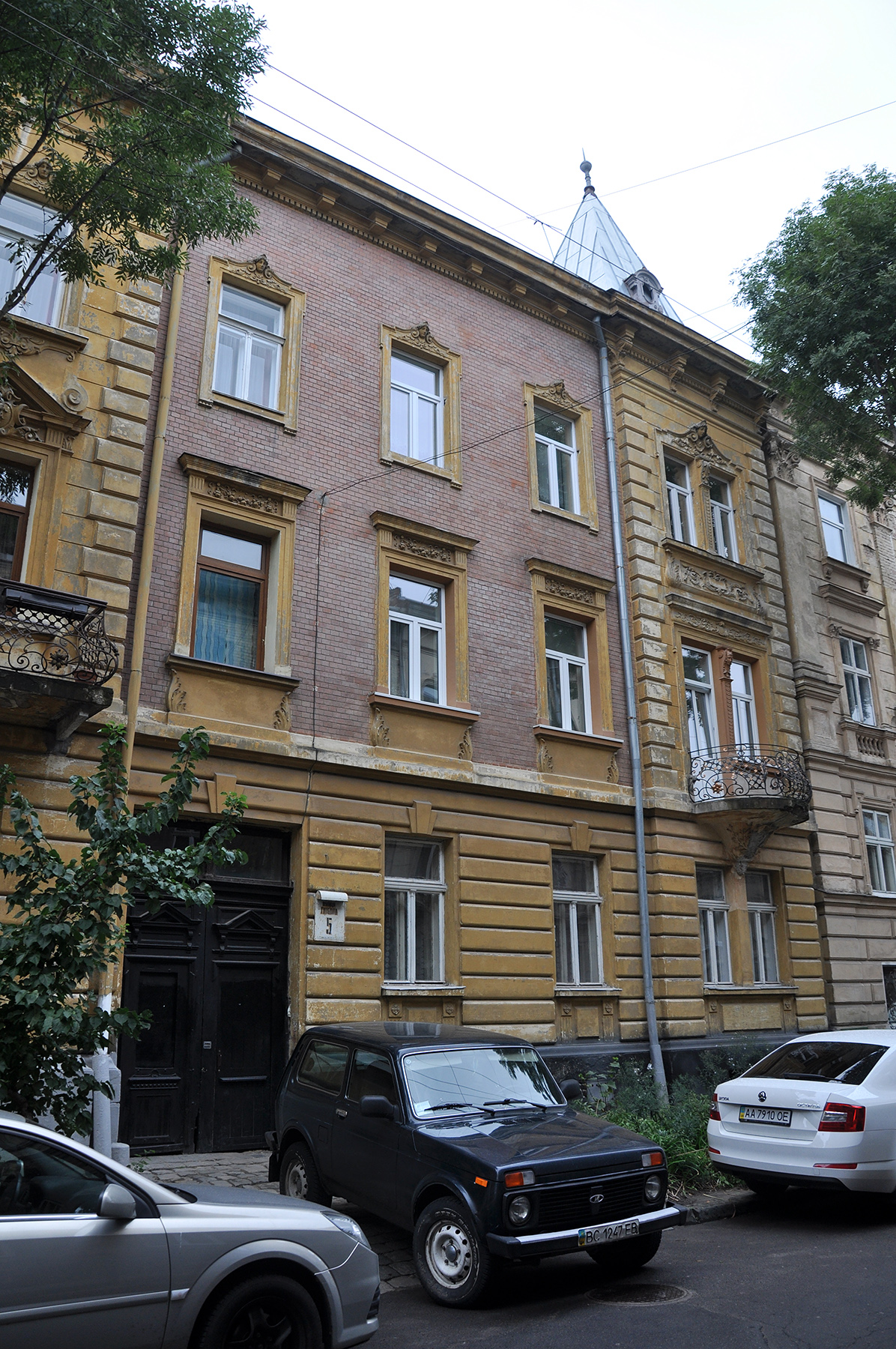
Будинок № 5
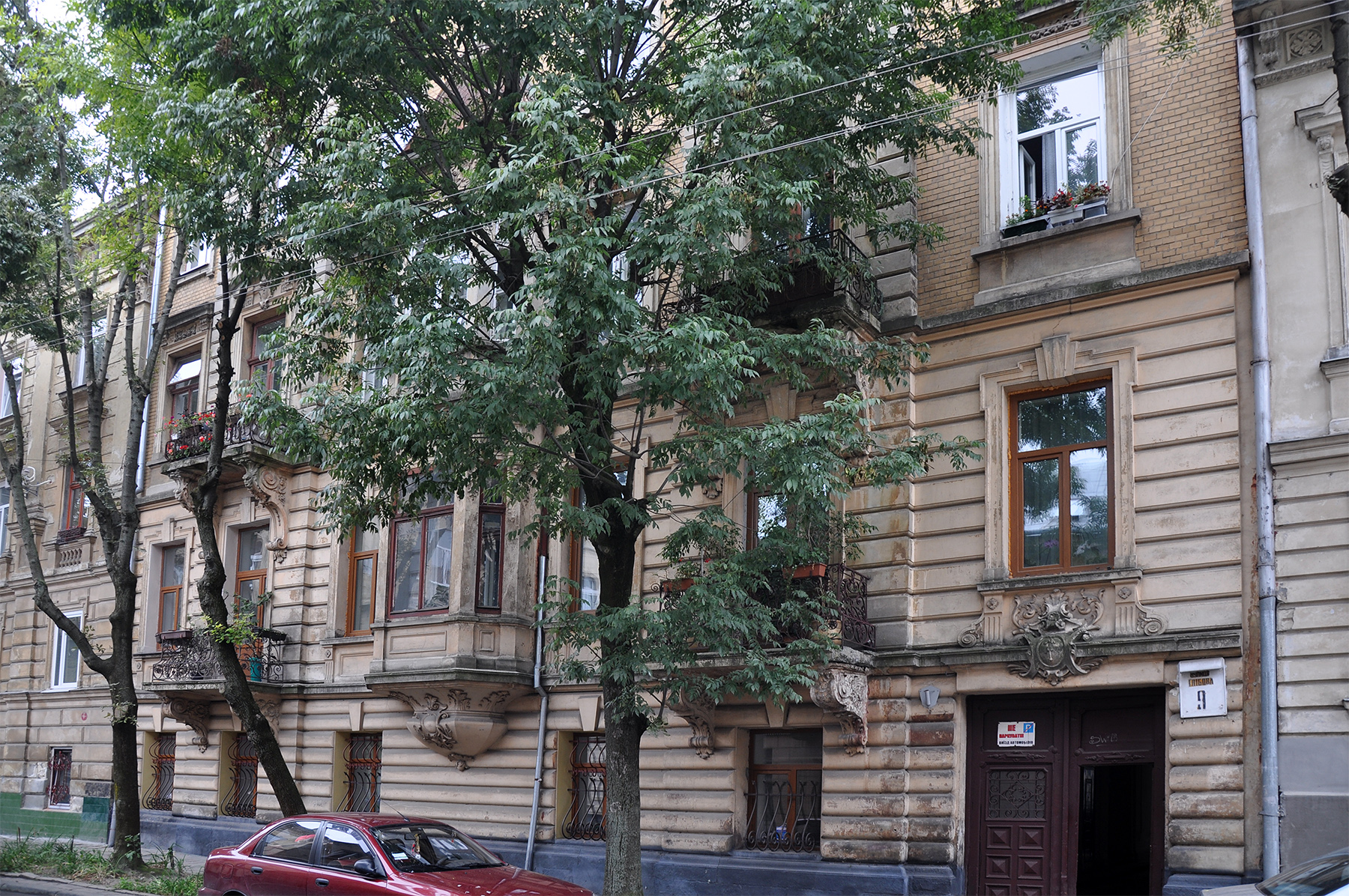
Будинок № 9
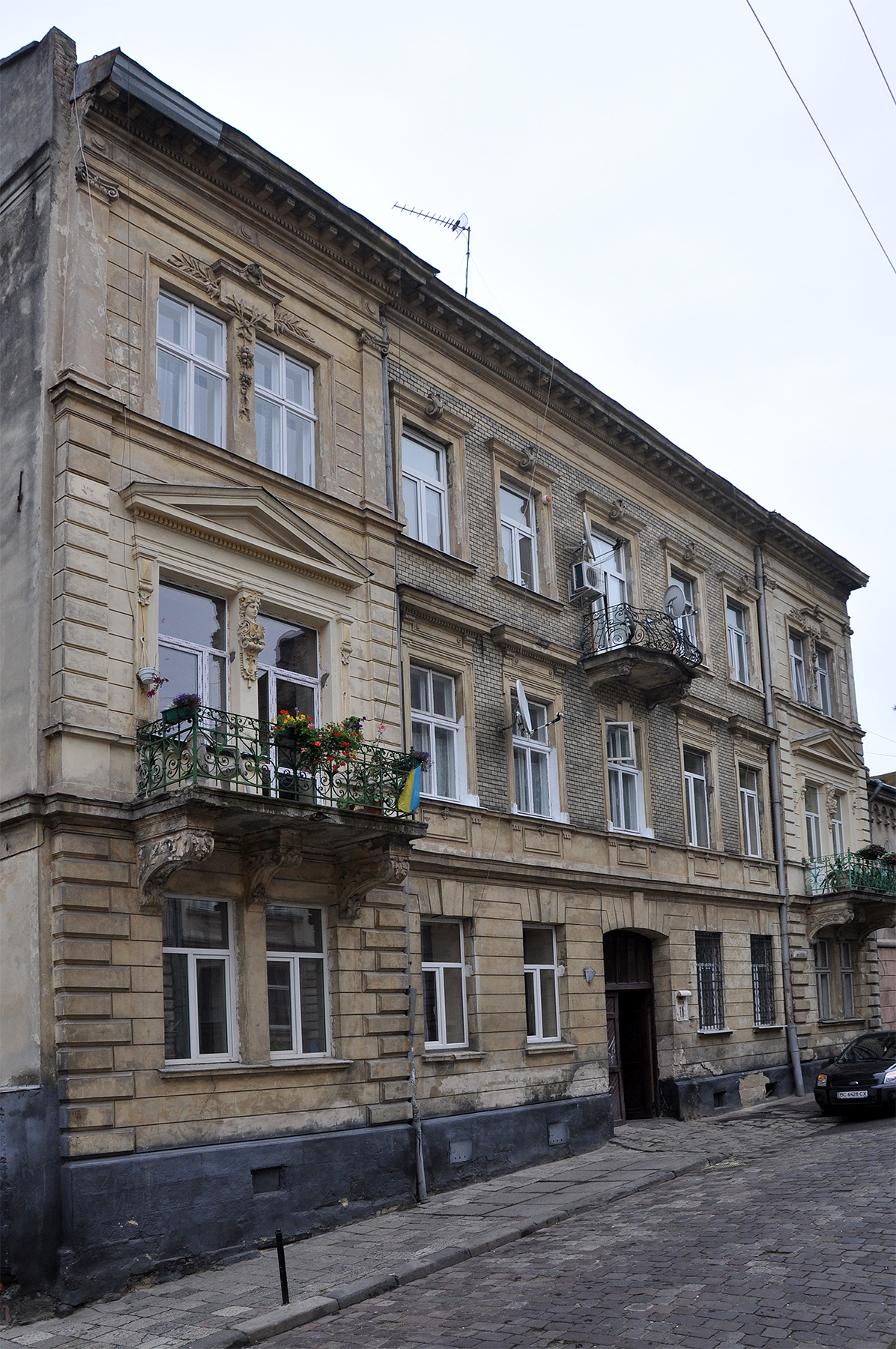
Будинок № 10
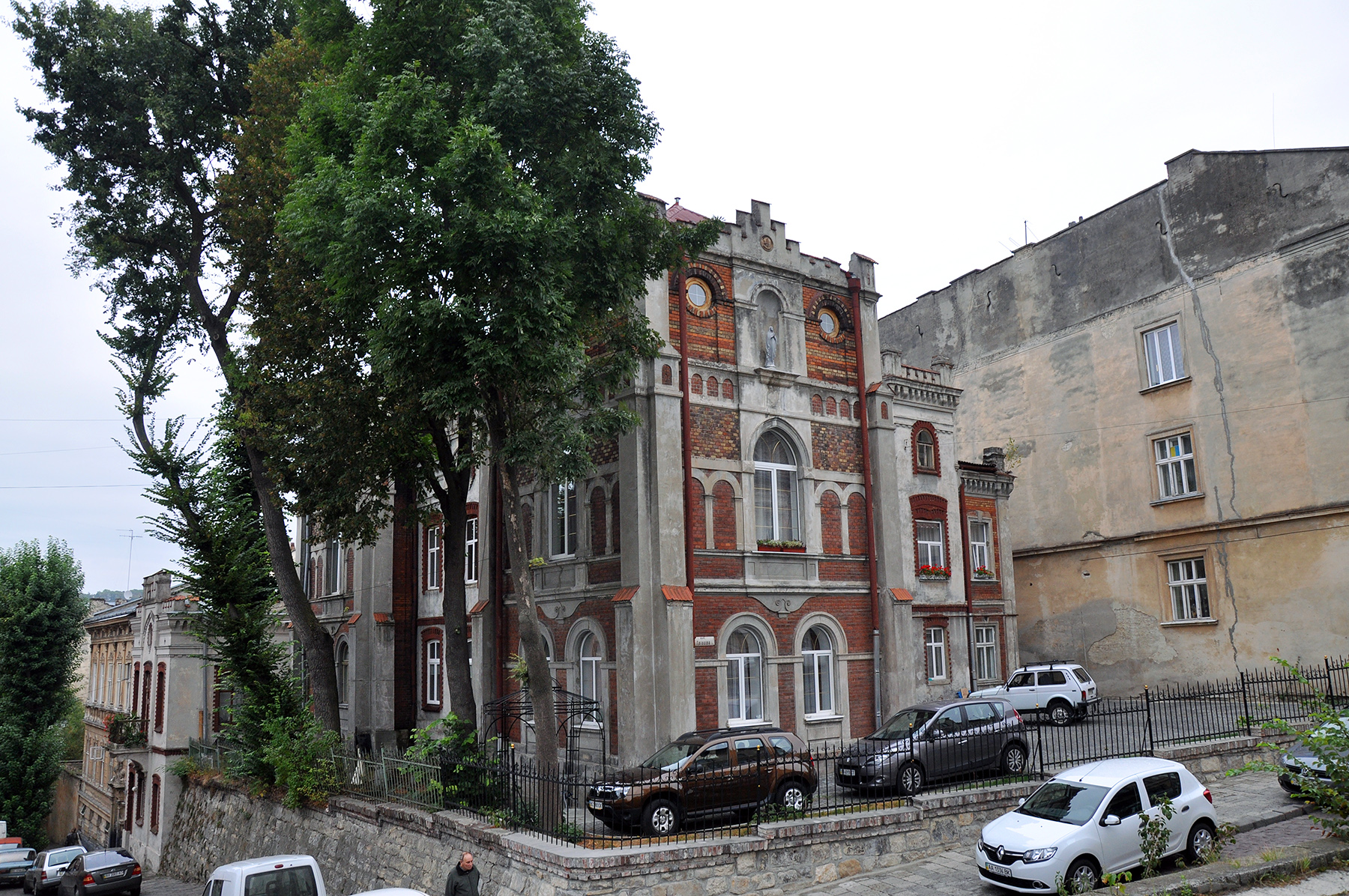
Будинок № 12
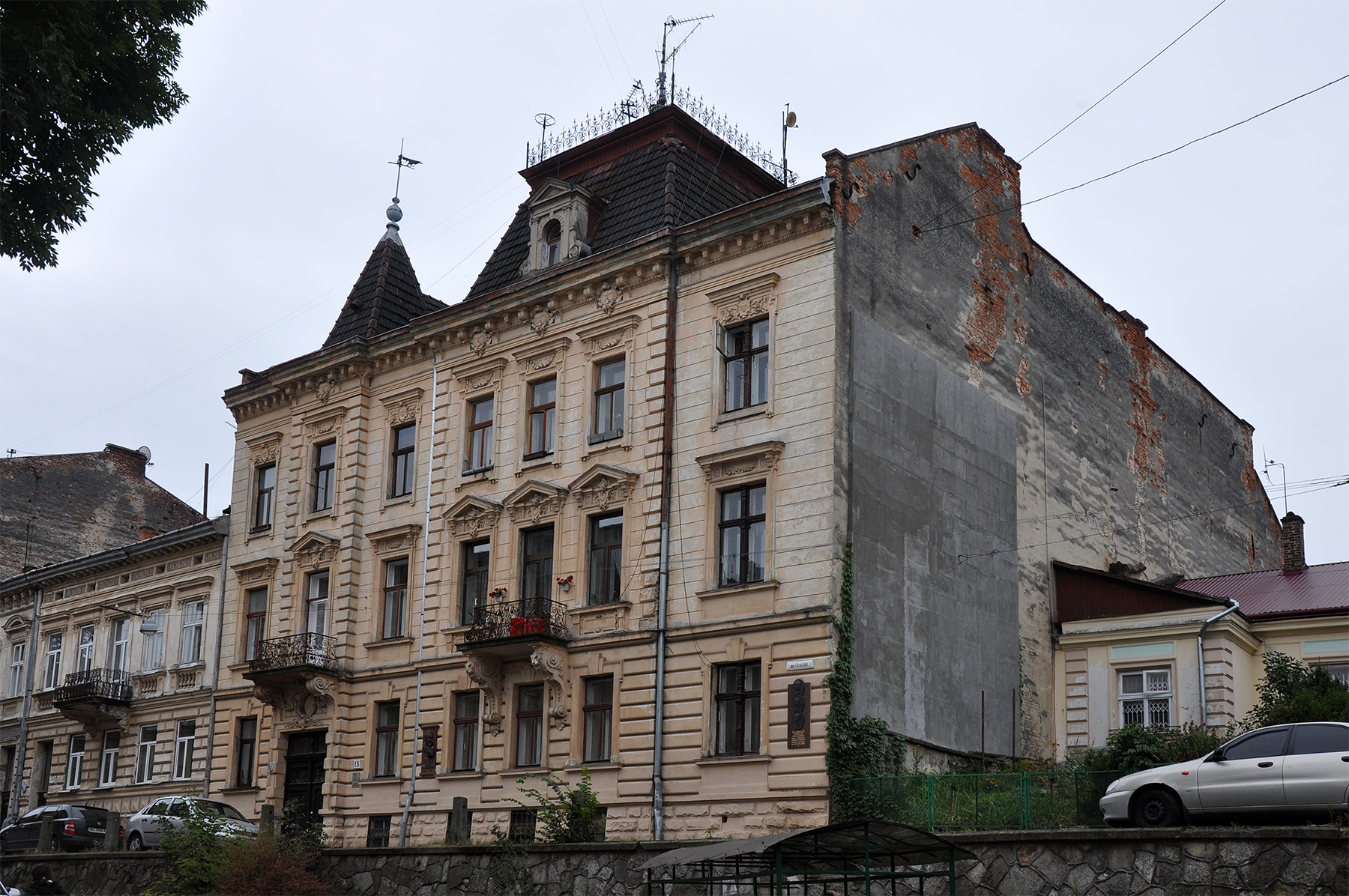
Будинок № 15